# Tmolo
Tmolo ou Tmolos é um  deus das montanhas da mitologia grega. Foi um dos jurados na disputa musical entre Pã e Apolo. Ele é o pai humano de Tântalo, seu sucessor como rei da Lídia.
Outro  Tmolo também é um rei da Lídia, marido de Ônfale. Tmolo, ao morrer, deixou Ônfale, filha de Iárdano, como rainha governante.